# William Hunt Painter
Pour les articles homonymes, voir William Painter (homonymie) et Painter.

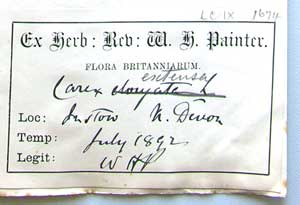
Étiquette remplie par Painter

William Hunt Painter (16 juillet 1835 – 12 octobre 1910) est un botaniste britannique qui contribua de façon notable à la connaissance de la flore vasculaire du Derbyshire. Membre du Botanical Exchange Club (« Club d'échange botanique »), il fut un collecteur passionné de spécimens de plantes de toutes sortes. En 1889 il publia le premier état de la flore du Derbyshire.

## Biographie
William Hunt Painter naquit à Aston (en), près de Birmingham, le 16 juillet 1835, aîné des cinq enfants de William Painter, mercier, et de sa femme Sarah, née Hawkes. Après un début de carrière dans la banque, il rejoignit l'Église anglicane. En 1861, il vivait à Chelsea où il était assistant prédicateur laïque. Il suivit les cours du collège missionnaire d'Islington, d'où il espérait être expédié en mission par la Church Mission Society. Il se retrouva pour finir vicaire de Barbon, dans le Westmoreland. C'est là qu'il rencontra le Révérend Robert Wood qui l'initia à la botanique.
En 1865, Painter devint vicaire d'High Wycombe où il rencontra James Britten, qui avait déjà publié son premier article et travaillait à l'herbarium des jardins botaniques royaux de Kew. En dépit des penchants catholiques de Britten, ils discutaient tous deux au cours de promenades où trouvait à s'épancher leur intérêt commun pour la botanique. Painter épousa Jane Stamps en 1871. En 1881 son épouse et lui vivaient à Bedminster, dans le Somerset, où il était vicaire.
Painter étudia attentivement la flore du Derbyshire sur laquelle il écrivit un long article en 1881, suivi en 1889 de notes supplémentaires. Ensemble, ces écrits formèrent la base de sa Contribution à la flore du Derbyshire, dont rendit compte le bryologiste James Eustace Bagnall. Painter publia un supplément à son travail dans The Naturalist, ce qui indique qu'il voulait l'améliorer. Bagnall était un expert reconnu des mousses et devait publier un ouvrage semblable à celui de Painter sur la Flore du Warwickshire.

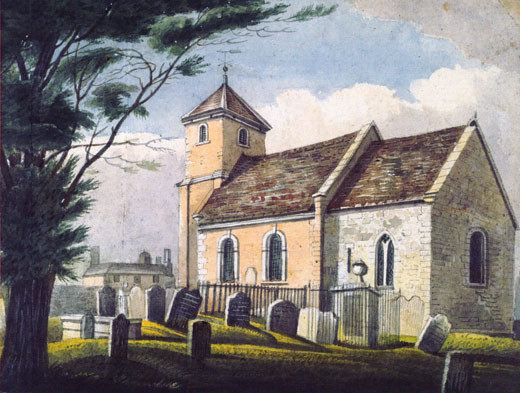
L'église St James de Stirchley, par James Holmes Smith (vers 1850).

En 1891, Painter était vicaire à Biddulph, dans le Staffordshire. En 1894, il fut nommé pasteur de Stirchley dans le Shropshire. Le presbytère avait été modernisé pour son arrivée, mais son séjour se distingua par les travaux d'entretien qu'il entreprit sur l'église et les bâtiments.
Alors qu'il séjournait à Falmouth, en Cornouailles, au cours du printemps 1898, Painter se mit à l'étude des mousses, qui passèrent à partir de ce moment au centre de ses activités botaniques. Grâce à ses voyages et aux échanges de spécimens il put écrire des articles sur les mousses du Derbyshire, de Brecon, de Falmouth et du Cardiganshire.
Painter demeura à Stirchley jusqu'en 1909, année où ses spécimens botaniques et géologiques furent exposés au collège de l'université d'Aberystwyth, avant son départ à la retraite à Shrewsbury. Painter mourut l'année suivante et fut enterré dans son église de Stirchley. À sa mort, l'English Churchman écrivit : « l'Église d'Angleterre perd un ministre plein de foi et de dévouement qui a toujours jalousement défendu le maintien de ses principes protestants. »
Painter a fait don de son herbarium à l'université d'Aberystwyth mais il se trouve aussi des spécimens de plantes au département de botanique d'Aberdeen, au muséum d'histoire naturelle de Londres, à l'université de Birmingham, au jardin botanique national de Dublin, au Derby Museum and Art Gallery, à l'université de Glasgow, au musée Hancock de Newcastle upon Tyne, à Kew, au musée de Manchester, à Cardiff et à Oxford.

## Fumeterre de Painter

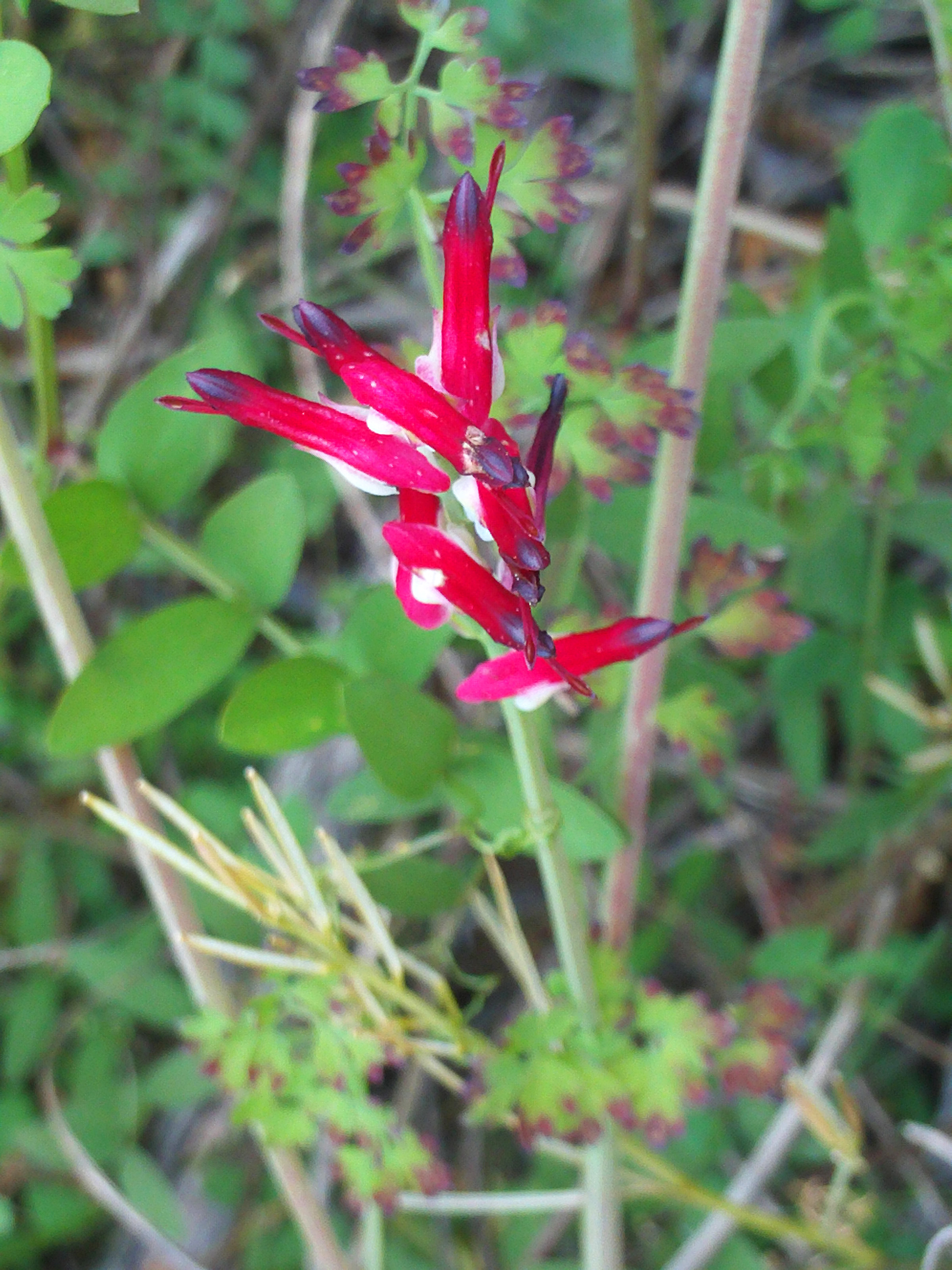
La fumeterre des murs, dont celle de Painter est considérée comme un hybride.

Les plantes endémiques de Grande-Bretagne sont rares. Fumaria painteri, la fumeterre de Painter, est considérée comme l'une d'entre elles. Jusqu'ici, cette espèce n'a été observée avec certitude que deux fois, en 1905 et 1907, et, dans les deux cas, par Painter lui-même. Ce serait un hybride fertile de fumeterre des murs (Fumaria muralis) et de fumeterre officinale (Fumaria officinalis). Depuis lors, on a parfois trouvé d'autres spécimens répondant à la même description, mais il s'agissait toujours d'hybrides stériles, qui ne peuvent représenter une espèce. Une recherche menée en 2005 a conduit à une possible troisième observation de la fumeterre de Painter ; cependant, les experts sont en désaccord sur la classification de la découverte.